# Ampedus triangulum
Ampedus triangulum е вид бръмбар от семейство Полски ковачи (Elateridae). Видът не е застрашен от изчезване.

## Разпространение и местообитание
Разпространен е в Австрия, Италия, Словакия, Словения, Украйна, Унгария и Чехия.
Обитава гористи местности и хълмове.

## Описание
Популацията на вида е стабилна.